# Justicia aphelandroides
Justicia aphelandroides là một loài thực vật có hoa trong họ Ô rô. Loài này được (Mildbr.) Wassh. mô tả khoa học đầu tiên năm 1993.